# Yankwashi
Yankwashi è una delle aree a governo locale (local government areas) in cui è suddiviso lo Stato di Jigawa, nella Repubblica Federale della Nigeria. Si estende su una superficie di 371 km² e conta una popolazione di 95.759 abitanti.